# Unione dei Comuni Area Caserta Sud-Ovest
L'Unione dei Comuni Area Caserta Sud Ovest è stata un'unione di comuni della Campania, in Provincia di Caserta.
L'Unione ha formalmente cessato le sue attività dopo il progressivo abbandono dei comuni componenti e a seguito dello scioglimento del suo consiglio da parte del ministero dell'interno.

## Storia
L’Unione partì nel 2002, con sede della presidenza a Grazzanise, per perseguire il progetto di e-government, il cosiddetto “riuso regionale”, il trasporto, la videosorveglianza e la Polizia Municipale. Era la più grande in termini di numero di enti locali aderenti, di popolazione e di estensione territoriale dell’intera Regione Campania.
Non sono mancate diverse difficoltà in corso di implementazione dei progetti, tra le quali in primis la mancanza del collegamento in rete tra tutti i Comuni ma anche la non contiguità territoriale verso alcuni.
Ad agosto del 2010 venne sperimentata la Polizia locale dell'Unione in vista delle festività locali di Santa Maria la Fossa ma il progetto non ebbe seguito.
I comuni di Marcianise e Capodrise abbandonarono l'Unione non oltre il 2009, mentre nel 2016 abbandonò anche Sessa Aurunca. Il progressivo disimpegno dei Comuni nei confronti dell'Unione era ricondotto al percepito squilibrio tra i contributi economici versati e i servizi effettivamente ricevuti. In tale contesto, molti enti locali ritennero più efficace destinare autonomamente le risorse disponibili alla realizzazione diretta degli interventi e degli obiettivi inizialmente previsti in ambito unionale.
Nel 2017 fu adottato un nuovo statuto nel quale l'Unione risultava composta dai Comuni di Cancello ed Arnone (nuova sede della presidenza dell'Unione), Cellole, Francolise e Santa Maria La Fossa. Al 2020 risultavano componenti dell'Unione solo Francolise e Santa Maria la Fossa per poi essere sciolta nello stesso anno dal Ministero dell'Interno per non aver approvato il bilancio di previsione 2020/2022.

## Funzioni
Abbiamo già citato il progetto di e-government, ossia l’informatizzazione delle procedure amministrative a livello comunale. L'altro progetto riguardava il cosiddetto “riuso regionale”, un ulteriore piano di informatizzazione delle procedure amministrative inerenti ad esempio l’introduzione del protocollo informatico e la gestione dei tributi. Nell’elenco dei servizi associati figurava anche il trasporto, la videosorveglianza e la Polizia Municipale.
Per quanto concerne gli aspetti più propriamente finanziari, l’Unione C.S.O. non aveva introiti propri: riceveva apporti sia da parte dei singoli Comuni associati, sia da parte dello Stato, sia da parte della Regione. Per quanto concerne i primi, ogni Ente locale versava all’Unione una quota annua pari a 1,25 euro per abitante.
Lo statuto del 2017 riportava obiettivi di carattere generico:
- esercizio associato di funzioni e servizi;
- promozione dello sviluppo locale;
- razionalizzazione della spesa pubblica;
- miglioramento della qualità dei servizi;
- gestione integrata dei servizi pubblici locali;
- pianificazione territoriale e urbanistica;
- promozione turistica e culturale;
- sviluppo sostenibile;
- formazione e aggiornamento del personale[8].

## Comuni costituenti
| Stemma | Comune               | Superficie (km2) | Anno uscita |
| ------ | -------------------- | ---------------- | ----------- |
|        | Marcianise           | 30,21            | 2009        |
|        | Capodrise            | 3,46             | 2009        |
|        | Sessa Aurunca        | 162,18           | 2016        |
|        | Castel Volturno      | 73,95            | 2017        |
|        | Mondragone           | 55,72            | 2017        |
|        | Grazzanise           | 47,05            | 2017        |
|        | Cellole              | 36,79            | 2020        |
|        | Cancello ed Arnone   | 49,3             | 2020        |
|        | Francolise           | 40,93            | 2020        |
|        | Santa Maria la Fossa | 29,73            | 2020        |